# Pietro Basile

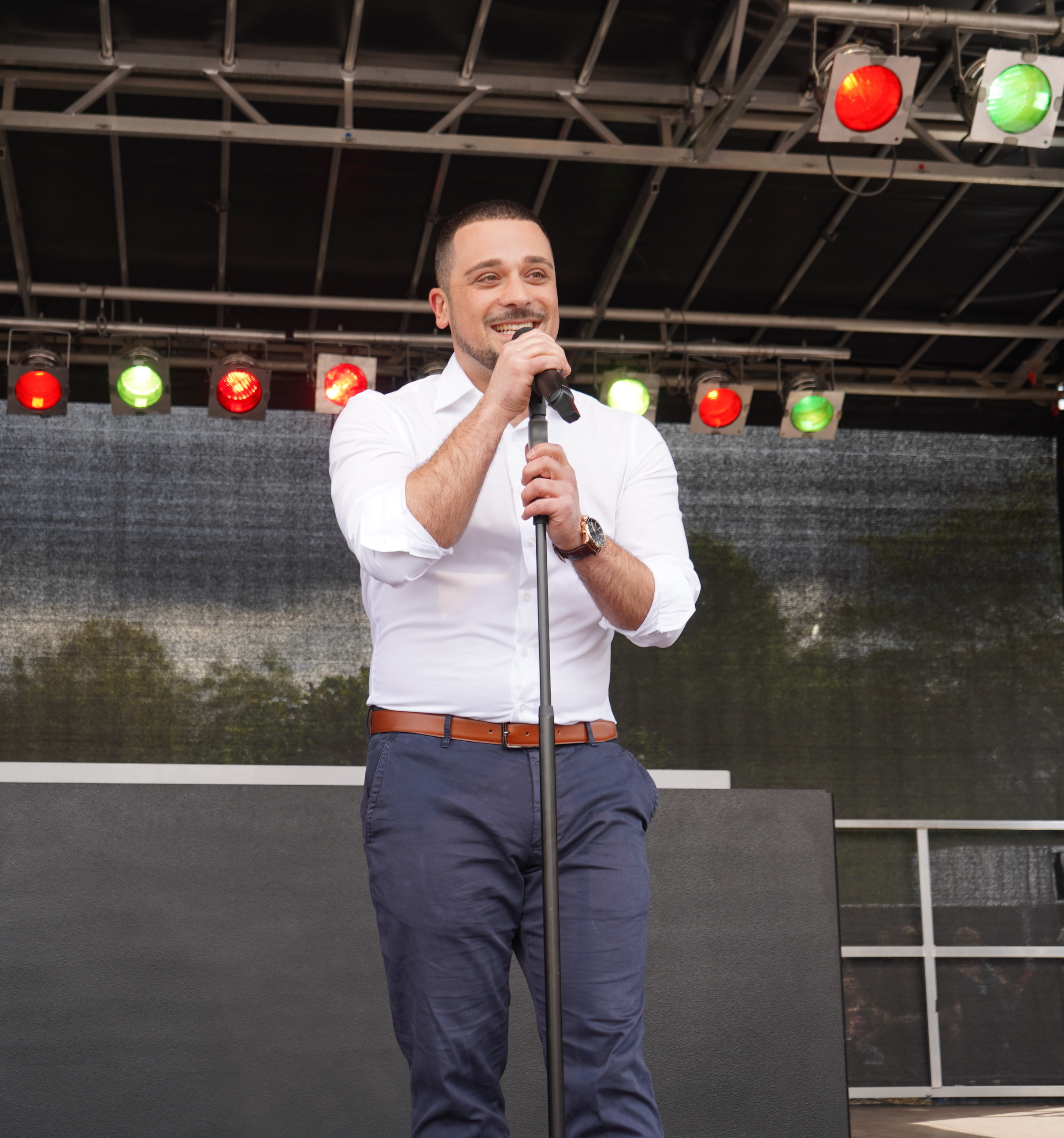
Pietro Basile (2023)

Pietro Basile (* 21. Juli 1989 in München, Deutschland) ist ein italienischer Sänger und Songwriter.

## Leben
Im Alter von 5 Jahren begann Basiles Leidenschaft für die Musik. Er lernte durch Keyboardunterricht selbständig zu musizieren und bekannte Lieder zu covern. Im Jahr 2007 lernte er den Produzenten Simon Blaze kennen, mit dem er die ersten eigenen Songs produzierte. Ein Jahr später fing er an, Lieder in italienischer und deutscher Sprache zu veröffentlichen.

## Karriere
Nachdem seine erste deutsch-italienische Single Scusami einen viralen Erfolg gehabt hatte und auf Youtube mehrere Millionen Mal gestreamt worden war, unterzeichnete er 2009 seinen ersten Plattenvertrag bei dem Label Teeage-Beatz. Im selben Jahr folgte die Veröffentlichung der Kompilation Io canto. Er ging daraufhin in Deutschland, Österreich und der Schweiz auf Tournee. Im Jahr 2019 unterschrieb er einen Plattenvertrag bei dem Label Alana Productions und arbeitete fortan mit Labelinhaber und Produzent Ivo Moring an seinem Debütalbum. Am 12. September 2019 schaffte Basile es in die nationalen Medien mit der Single Ich liebe nur dich, die mit der Sängerin Sarah Engels als Duett erschien. In Kooperation mit dem Label El Cartel Music liefen erstmals seine Songs in der regelmäßigen Rotation auf RTL II. Der Song stieg am 20. September in die Charts auf Platz 49 ein und blieb dort für zwei Wochen. Am 15. Mai 2020 erschien eine weitere Single auf RTL II mit dem Titel Tanz mit mir (Ritmo dell’amore). 2021 schlossen Basile und Engels sich erneut zusammen und veröffentlichten eine Duett-Version seiner 2017 erschienenen Single Mama. 2023 unterschrieb er einen Vertrag bei dem Managementunternehmen Juwel Musik und kündigte am 18. August 2023 sein Debütalbum Grande Amore an. Am 8. September 2023 veröffentlichte er mit der ehemaligen The Voice Kids und The Voice of Germany-Kandidatin Luna Farina das Liebesduett Grande Amore.

## Diskografie

### Studioalben
| Jahr | Titel        | Höchstplatzierung, Gesamtwochen, AuszeichnungChartsChartplatzierungen (Jahr, Titel, Platzierungen, Wochen, Auszeichnungen, Anmerkungen) | Anmerkungen                           |
| Jahr | Titel        | DE | Anmerkungen                           |
| ---- | ------------ | --- | ------------------------------------- |
| 2023 | Grande Amore | DE— aDE | Erstveröffentlichung: 6. Oktober 2023 |

### Kompilationen
- 2009: Io canto
- 2017: Best of

### Singles
| Jahr | Titel Album                     | Höchstplatzierung, Gesamtwochen, AuszeichnungChartplatzierungen (Jahr, Titel, Album, Platzierungen, Wochen, Auszeichnungen, Anmerkungen) | Höchstplatzierung, Gesamtwochen, AuszeichnungChartplatzierungen (Jahr, Titel, Album, Platzierungen, Wochen, Auszeichnungen, Anmerkungen) | Höchstplatzierung, Gesamtwochen, AuszeichnungChartplatzierungen (Jahr, Titel, Album, Platzierungen, Wochen, Auszeichnungen, Anmerkungen) | Anmerkungen |
| Jahr | Titel Album                     | DE | AT | CH | Anmerkungen |
| ---- | ------------------------------- | --- | --- | --- | --- |
| 2019 | Ich liebe nur dich Grande Amore | DE49 (2 Wo.)DE | AT56 (1 Wo.)AT | CH24 (3 Wo.)CH | Erstveröffentlichung: 13. September 2019 feat. Sarah Engels                                                               |
| 2021 | Mama Grande Amore               | DE— bDE | — | — | Erstveröffentlichung: 19. November 2021 feat. Sarah Engels                                                                |
| 2023 | Gianna Grande Amore             | DE34 (… Wo.)DE | AT4 (… Wo.)AT | — | Erstveröffentlichung: 6. Oktober 2023 Die Chartplatzierung bezieht sich auf die Remix-Version mit Harris & Ford & Big Tim |

### Weitere Veröffentlichungen
- 2017: Mama (Solo-Version)
- 2017: Diese Tage
- 2018: Bella Ciao
- 2019: Ich will dich nur verstehen
- 2020: Tanz mit mir (Ritmo dell’amore)
- 2020: Zuhause (Christmas Time)
- 2021: Hast du mich jemals geliebt? (feat. K-Fly)
- 2022: Sempre Tu (Keine ist wie du)
- 2022: Va bene (Alles was ich will)
- 2022: Viva l‘amore
- 2023: Io sto male senza te (Piano Version feat. K-Fly)
- 2023: Grande Amore (feat. Luna Farina)
- 2024: Schön, dass es dich gibt (feat. Diana Maria Krieger)
- 2024: Perfect (Italiano & Inglese Version)
- 2024: Ti amo

### Als Gastmusiker
- 2020: Canto Per Te / DJ Herzbeat feat. Pietro Basile
- 2022: Save the Earth / Giovanni Puocci feat. Pietro Basile
- 2023: Merry Xmas (The World Is Breathing) / Xmas Lovers (Pietro Basile, Loona, Aneta, Estefania, K-Fly, Juan Daniél)